# Edmund Muskie
Edmund Muskie (Rumford, 1914. március 28. – Washington, 1996. március 26.) az Amerikai Egyesült Államok szenátora (Maine, 1959–1980).